# Weißer Stein
Weißer Stein er et lille bjerg i Odenwald i den nordvestlige del af delstaten Baden-Württemberg i Tyskland, på 548 meter over havet; det ligger nord for Heidelberg og øst for Dossenheim.
På Weißer Stein står et 20 meter højt udsigtstårn, som blev bygget i 1906. I godt vejr kan man se andre bjerge i Odenwald, som Melibokus, Katzenbuckel, Tromm og Neunkircher Höhe. Nær tårnet ligger værtshuset Höhengaststätte Weißer Stein med udeservering.
Et 108 meter højt radiotårn fra Deutsche Telekom AG står også på bjerget.